# Basile Boli
Basile Boli (ur. 2 stycznia 1967 w Abidżanie, Wybrzeże Kości Słoniowej) – piłkarz francuski grający na pozycji obrońcy. 45 razy wystąpił w reprezentacji Francji i zdobył jednego gola. Zagrał m.in. na Euro 92. Zdobył zwycięskiego gola przeciwko AC Milan w finale Ligi Mistrzów w 1993.

## Reprezentacja
- 45 występów w reprezentacji Francji – 1 gol
- Debiut w meczu ze Szwajcarią 19 sierpnia 1986 roku przegranym 0-2
- Wystąpił na Mistrzostwach Europy w 1992 roku.

## Osiągnięcia
- 1983 – Mistrzostwo Francji Juniorów (AJ Auxerre)
- 1991 – Występ w finale Ligi Mistrzów (Olympique Marsylia)
- 1991 – Mistrz Francji (Olympique Marsylia)
- 1992 – Mistrz Francji (Olympique Marsylia)
- 1993 – Zdobywca Pucharu Ligi Mistrzów (Olympique Marsylia)
- 1995 – Mistrz Szkocji (Rangers)